# Relações industriais
Relações profissionais ou relações industriais , relações laborais, relações de emprego e relações de trabalho, são expressões conceptualmente equivalentes utilizados para designar o conjunto das práticas e das regras que estruturam as relações entre os assalariados, os empregadores e o Estado numa empresa, numa actividade económica, num sector, numa região ou numa economia. 
Estas relações podem ser individuais ou colectivas, directamente estabelecidas pelos actores implicados na relação de trabalho ou pelos seus representantes (organizações de empregadores, organizações sindicais), enraizarem-se nos costumes e tradições ou dar lugar à produção de regras formais (acordos internos, convenções colectivas, regulamentações, leis, etc.).
Dion G., Dictionnaire canadien des relations du travail
Os termos enunciados prendem-se quer com o seu significado semântico nos países em que apareceram, quer com as preocupações dominantes de áreas disciplinares que a partir do século XIX aprofundaram temas do domínio da relação e regulação social do trabalho.
De uma forma simplificada, podemos inscrever o termo relações laborais no repertório linguístico do Direito do Trabalho (labor), o termo relações profissionais (relations professionnelles) e relações de trabalho na tradição das reflexões de economistas e sociólogos franceses e o termo relações industriais (industrial relations) na tradição linguística anglo-saxónica. Este último termo apareceu nos Estados Unidos, onde "industry" significa sector de actividade o que integra naturalmente também os serviços. O sentido desta expressão é, portanto, bastante mais amplo do que aquele que a tradução portuguesa - indústria - lhe confere. Alguns autores, utilizam o termo "relações industriais" para designar de uma forma muito ampla o estudo das relações entre assalariados e empregadores nas sociedades industrializadas (Sellier, 1976).
Os termos relações laborais, relações de trabalho ou relações profissionais aparecem-nos, por isso, mais ajustados à língua portuguesa e serão ao longo do texto utilizados de uma forma indiferenciada. Quando surge ao longo do texto a expressão relações industriais ela exprime o sentido amplo que lhe confere a expressão anglo-saxónica.
As relações profissionais ou relações colectivas de trabalho desenvolveram-se com o movimento de industrialização dos países ocidentais na segunda metade do século XVIII. O ponto de partida dessa evolução prende-se com a diferente posição que trabalhadores e empregadores ocupam nas situações de trabalho e com a organização e afirmação de interesses expressivos dessas posições em acções colectivas. 
De acordo com Lallement (1996) a expressão "industrial relations" é bastante posterior. Morris (1987) data o seu aparecimento em Inglaterra a 1855 e a sua consagração  administrativa a 1924 com a criação de um departamento designado "industrial relations" no âmbito do Ministério do Trabalho, destinado a tratar os problemas específicos que surgiam nas fábricas. Alguns anos antes havia-se também criado nos EUA uma "comissão das relações industriais" encarregada de analisar os graves conflitos que emergiam nas empresas e propôr meios de os solucionar. 
O grande crescimento dos sindicatos nos anos trinta e quarenta (no final da 2ª Grande Guerra os sindicatos americanos representavam mais de um terço da população activa não agrícola, i.e., perto de 15 milhões de membros) e a intensidade e violência dos conflitos laborais que deflagraram nos anos quarenta tornou o domínio das relações profissionais uma das grandes prioridades do país. Este facto, conduz os empregadores e o Estado a canalizarem verbas importantes para a investigação e formação de especialistas sobre as questões laborais.
Ao contrário do que acontece noutros países em que o estudo das relações profissionais são vítimas de uma fragmentação disciplinar pelas diferentes áreas do saber (Sociologia, Economia, História, Direito, Ciência Política, etc.), nos EUA constitui-se numa disciplina universitária autónoma.